# Павловка Первая (Харьковская область)
Павловка Первая (укр. Павловка Перша) — село,
Новониколаевский сельский совет,
Барвенковский район,
Харьковская область, Украина.
Село ликвидировано в ? году.

## Географическое положение
Село Павловка Первая находится около урочища Когадеевка в балке по которой протекает пересыхающий ручей.
Ручей через 5 км впадает в реку Берека русло которой используется под Канал Днепр — Донбасс.

## История
- ? — село ликвидировано.